# Saulxures (Alt Marne)
Saulxures és un municipi francès, situat a la regió del Gran Est, al departament de l'Alt Marne.
Després d'haver-se fusionat en 1972 amb altres vuit municipis per a formar el municipi de Val-de-Meuse, l'1 de gener de 2012 és restablit com a municipi.